# Predicado (gramática)
Na gramática, o predicado é um dos termos essenciais da oração, juntamente ao sujeito. Define-se o predicado como tudo aquilo que se diz ou o que se declara sobre o sujeito, ou tudo aquilo que se informa sobre o sujeito, o termo com o qual verbo concorda.
Quando é um caso de oração sem sujeito, o verbo do predicado fica na forma impessoal, 3ª pessoa do singular. O núcleo do predicado pode ser um verbo significativo, um nome ou ambos. 
Há verbos que expressam ação (chamados de significativos). São eles:
- Verbo transitivo direto
- Verbo transitivo indireto
- Verbo transitivo direto e indireto
- Verbo intransitivo

Há verbos que expressam estado, que são chamados de verbos de ligação, cuja funcionalidade é ligar o predicativo do sujeito ao sujeito.

## Tipos de predicado
O predicado pode ser subdividido em Predicado nominal, verbal e verbonominal. Entretanto, Bechara (2015), não aceita essa tipificação, visto que, para ele, todo predicado tem como núcleo um verbo, logo, por sua natureza, todo predicado é verbal. 

### Predicado verbal
Predicado verbal é aquele que tem como núcleo um verbo de ação (significativo) seja ele Intransitivo, Transitivo direto, Transitivo Indireto ou Transitivo direto e indireto.

### Predicado nominal
Predicado nominal é aquele que tem como núcleo um nome (Predicativo do sujeito) que se liga ao sujeito por meio de um verbo de ligação. 

### Predicado verbo-nominal
Predicado verbo-nominal é aquele que apresenta dois núcleos: um verbo de ação (significativo) e um nome (predicativo do sujeito ou do objeto).
Acima há um predicado nominal e outro verbal; quando juntos, haverá um predicado verbo-nominal. Exemplo:
- Verbo intransitivo (não transita entre substantivos) + predicativo do sujeito..
- Predicativo do Objeto — Verbo Transitivo + Objeto + Predicativo do Objeto.
- Predicativo do Sujeito — Verbo Transitivo + Predicativo do Sujeito

## Papel do predicado
Assim como o sujeito, o predicado é um segmento extraído da estrutura interna das orações sendo, por isso, fruto de uma análise sintática. Isso implica dizer que a noção de predicado só se mostra importante para a caracterização das palavras em termos sintáticos, embora, muitas vezes, encontremos definições de predicado que se ligam à semântica.
Nesse sentido, o predicado revela-se, sintaticamente, o segmento linguístico onde se estabelece a concordância verbal com outro termo essencial da oração – o sujeito. Não se trata, portanto, de definir o predicado como "aquilo que se diz do sujeito" como o faz gramática tradicional, mas, sim, estabelecer a importância do fenômeno da concordância entre esses dois termos oracionais.